# Châtillon-sur-Marne
Châtillon-sur-Marne je francouzská obec v departementu Marne v regionu Grand Est. V roce 2012 zde žilo 702 obyvatel.

## Sousední obce
Anthenay, Baslieux-sous-Châtillon, Binson-et-Orquigny, Cuisles, Mareuil-le-Port, Œuilly, Vandieres

## Vývoj počtu obyvatel
Počet obyvatel